# Hunger
Hunger/La Faim és un curtmetratge d'animació realitzat per la National Film Board of Canada el 1973. Va ser dirigit per Peter Foldes i és una de les primeres pel·lícules d'animació per ordinador. La història, explicada sense paraules, és un conte moral sobre l'avarícia i la golafreria a la societat contemporània.

## Consell Nacional de Recerca
Peter Foldes va treballar en col·laboració amb el Grup de Sistemes de Dades de la Ràdio i l'Enginyeria Elèctrica del Consell Nacional de Recerca del Canadà (NRC), que va decidir desenvolupar una aplicació d'animació per ordinador el 1969. El científic de la NRC Nestor Burtnyk havia escoltat un animador de Disney explicar el tradicional procés d'animació, on un animador en cap dibuixa la cel·la clau i els assistents dibuixen les imatges. El treball de l'assistent de l'artista li va semblar a Burtnyk que era el vehicle de demostració ideal per a l'animació per ordinador i en un any va programar un paquet "clau d'animació de fotogrames" per crear seqüències animades a partir de fotogrames clau. Es va contactar amb la NFB de Montreal perquè els artistes poguessin experimentar amb animació per ordinador. Foldes va realitzar una pel·lícula experimental el 1971 que va incloure dibuixos a mà anomenats Metadata. Aquest fou seguit de Hunger, que va suposar-los a ell i als seus socis de la NRC un any i mig de treball.

## Premis
Entre els premis rebuts per Hunger hi ha un premi especial del jurat al 27è Festival Internacional de Cinema de Canes, un premis BAFTA a la millor pel·lícula d'animació i un Hugo de Plata al Festival Internacional de Cinema de Chicago. Fou nominada a l'Oscar al millor curtmetratge d'animació als Premis Oscar de 1974.